# Juranda
Juranda är en kommun i Brasilien.   Den ligger i delstaten Paraná, i den södra delen av landet, 1 100 km sydväst om huvudstaden Brasília. Antalet invånare är 7 641.
Trakten runt Juranda består till största delen av jordbruksmark. Runt Juranda är det glesbefolkat, med 18 invånare per kvadratkilometer.